# Contea di Burleigh
La contea di Burleigh, in inglese Burleigh County, è una contea dello Stato del Dakota del Nord, negli Stati Uniti. La popolazione al censimento del 2000 era di 69 416 abitanti. Il capoluogo di contea è Bismarck.

## Geografia
La contea si trova nel centro-sud dello Stato. Il confine ovest è costituito dal fiume Missouri. Il territorio è prevalentemente collinare.

### Contee confinanti
- Contea di Sheridan - nord
- Contea di Kidder - est
- Contea di Emmons - sud
- Contea di Morton - sud-ovest
- Contea di Oliver - ovest
- Contea di McLean - nord-ovest

## Storia
La contea fu creata nel 1873 e fu chiamata così in onore di  Walter Atwood Burleigh.

## Comuni

### Cities
- Bismarck (capoluogo)
- Lincoln
- Regan
- Wilton
- Wing

### Census-designated places
- Apple Valley
- Driscoll
- Menoken